# Samoa Amerykańskie na Letnich Igrzyskach Olimpijskich 1996
Samoa Amerykańskie na Letnich Igrzyskach Olimpijskich 1996, reprezentowane było przez 7 sportowców - 6 mężczyzn i 1 kobietę. Żadnemu z atletów nie udało się zdobyć medalu na tej olimpiadzie.

## Występy reprezentantów Samoa Amerykańskiego

### Boks
Mężczyźni
- waga lekkośrednia : Maselino Masoe

### Lekkoatletyka
Mężczyźni
- pchnięcie kulą : Anthony Leiato

Kobiety
- pchnięcie kulą : Lisa Misipeka

### Podnoszenie ciężarów
Mężczyźni
- do 91 kg : Eric Brown

### Zapasy
- do 90 kg : Louis Purcell

### Żeglarstwo
- klasa Open, Star : Robert Lowrance, Fua Logo Tavui